# Sauvagesia brevipetala
Sauvagesia brevipetala är en tvåhjärtbladig växtart som beskrevs av A. Gilli. Sauvagesia brevipetala ingår i släktet Sauvagesia och familjen Ochnaceae. Inga underarter finns listade i Catalogue of Life.